# Hamilkar Barkas
Hamilkar Barkas eller Barka (Punisk: 𐤇𐤌𐤋𐤒𐤓𐤕𐤟𐤁𐤓𐤒, transskription: Ḥomilqart Baraq; ca. 275 -228 f.Kr.) var en karthaginsk general og statsmand. Han var patriarken af Barkas-familien og far til Hannibal, Hasdrubal og Mago. Han var ligeledes svigerfar til Hasdrubal den Smukke.
Hamilkar ledede de karthagiske landstyrker på Sicilien fra 247 f.Kr. til 241 f.Kr., i de sidste stadier af den Første Puniske Krig. Han holdt sin hær intakt og førte en vellykket guerillakrig mod romerne på Sicilien. Hamilkar trak sig tilbage til Karthago efter fredsaftalen i 241 f.Kr. – efter Karthagos nederlag i forbindelse med den Første Puniske Krig. 
Da Lejesoldatskrigen brød ud i 239 f.Kr. blev Hamilkar tilbagekaldt til den karthaginsk hær og medvirkende til at afslutte denne konflikt med succes. Hamilkar ledede den karthagiske ekspedition til den Iberiske Halvø i 237 f.Kr., og udvidede i otte år Karthagos kontrol over område på den Iberiske Halvø, inden han døde i kamp i 228 f.Kr. Han kan have været ansvarlig for at skabe den strategi, som hans søn Hannibal implementerede i den Anden Puniske Krig for at bringe den Romerske Republik tæt på nederlag.

## Hamilkars arv: Den store strategi
Hamilkar skilte sig ud fra sin tids karthager, som følge af dels sine militære og diplomatiske færdigheder, ligesom han besad en høj grad af patriotisme. Kun sin søn Hannibal overgik ham på disse parametre, hvilket sandsynligvis kunne tilskrives Hamilkar selv og hans træning og indflydelse på sønnens opvækst. En historiker bemærkede, at havde han ikke været far til Hannibal, ville Hamilkars sicilianske front måske have fået mindre opmærksomhed. Hamilkar menes at have været den bedste kommandør under den første puniske krig, og som mand placerede Cato Hamilkar lidt over de fleste ledere, inklusive de fleste romere. Som følge af dels hans personlige indflydelse på lejesoldaterne og de omkringliggende afrikanske folk, dels hans overlegen strategi og en vis held, knuste Hamilkar oprøret inden 237 f.Kr. midt i lejesoldatskrigen, som var præget af grusomme grusomheder begået af begge sider.

### Roms fjende
De ellers lempelige vilkår, som Rom havde givet Kartago i kølvandet på den første puniske krig, samt Roms venlige opførsel under lejesoldaterkrigen kunne have givet anledning til en lang periode med fred mellem de to magter, men erobringen af Sardinien viste sig at være en hæmsko for dette. I henhold til Polybius var årsagerne til den anden puniske krig som følger:
- Hamilkar mente, at Kartago havde opgivet Sicilien for tidligt i forbindelse med den første puniske krig. Hamilkar havde i denne sammenhæng været ubesejret og blev tvunget til at slutte fred. Den efterfølgende lejesoldatskrig viste dog, at Karthago besad yderligere militærstyrke.
- Den romerske besættelse af Sardinien og derefter Korsika viste, at romerne var utroværdige og villighede til at blande sig, når de fandt det passende – uagtet gældende traktater mellem magterne. Dette er den anden og vigtigste årsag til den anden puniske krig.[5] Dette havde skabt modvilje blandt mange puniske borgere, og Kartago havde intet håb om at modstå Rom i deres svækkede tilstand.
- Hamilkars og hans families succes på den Iberiske Halvø, som genopbyggede karthagernes finanser og skabte en stående hær, gav Karthago midlerne til at modstå Rom.

Baseret på dette og Hannibals ed udleder nogle historikere, at Hamilkars aktiviteter efter lejesoldaterkrigen var rettet mod en kommende krig med Rom, som blev arvet af hans sønner. Nogle historikere har yderligere foreslået, at Hamilkar udtænkte strategien for at invadere Italien ved at krydse Alperne samt Hannibals kamptaktik. Uden puniske kilder, som kunne bruges til at krydshenvise disse teorier, forbliver disse dog blot spekulationer.

## Yderligere læsning
- Warry, John (1993). Warfare in The Classical World. Salamander Books Ltd. ISBN 1-56619-463-6.
- Lancel, Serge (1997). Carthage A History. Blackwell Publishers. ISBN 1-57718-103-4.

## Eksterne links
- Livius.org: Hamilkar Barca Arkiveret 2013-01-22 hos  Wayback Machine
- Cornelius Nepos: Hamilkars liv